# Parking War
Parking War ist ein vielfach ausgezeichneter Kurzspielfilm, der im Zuge einer studentischen Lehrveranstaltung an der Ruhr-Universität Bochum im Fachbereich Theater-, Film- und Fernsehwissenschaft (TFF) entstand, die vom Kameramann der Produktion organisiert wurde. 
Harald Paumer schrieb nicht nur das Drehbuch, sondern führte auch Regie, Produktion und Schnitt. Josua Vogelbusch hatte die Idee zu dem Film arbeitete am Drehbuch mit und war als Kameramann und Projektberater dabei. An der Beleuchtung sowie als Kameraassistent war Jörg Illigen beteiligt. Drehort war Mülheim an der Ruhr.
Das satirisch überspitzte Duell um einen Parkplatz kommt ganz ohne Dialog aus. Die  expressionistischen Bilder werden durch den eigens komponierten Soundtrack unterstützt, der zusammen mit der Kamera erheblich zur Erzeugung der Atmosphäre und des Spannungsbogens beiträgt.

## Handlung
Zwei Männer kämpfen auch mit unfairen Mitteln um einen Parkplatz.

## Auszeichnungen
- Preis für beste Regie, Clap d’Or, Sens (Frankreich)
- 2. Preis, Videotage Rheinland-Pfalz, Koblenz
- Bronzener Cinemaxx, Essen
- Lobende Erwähnung für Dramatik und Suspense, Cinevideo, Teruel (Spanien)
- 1. Preis, Videofestival Dortmund
- 1. Preis, Mülywood, Mülheim an der Ruhr
- Special German Award, JVC Video Grand Prix, Tokio (Japan)
- 1. Preis, Videomatinee, Essen
- 3. Preis, Windmühlencup, Dinslaken
- Sonderpreis der Veranstalter als bester Film des Festivals, 2. Preis in der Kategorie Erzählfilm und 3. Publikumspreis beim Internationalen Videofestival Bochum
- Lobende Erwähnung für die erzeugte Atmosphäre, Fotogramma d´Oro, Castrocaro (Italien)